# Металлург (регбийный клуб)
«Металлург» — спортивный клуб по регби, основанный в Новокузнецке в 1967 году под названием «СМИ» (Сибирский металлургический институт). Команда клуба выступает в чемпионате России. Титульный спонсор — «Кузнецкие ферросплавы». Выступает на муниципальном стадионе «Регби» (вместимость — 2000 зрителей).

## Прежние названия
- 1967—1990 — СМИ (Сибирский металлургический институт)
- 1991—1995 — «Луч»-СМИ
- 1997—1998 — «Новокузнецк»
- 1999—2001 — «Регби»
- 2002—2003 — «Смена»
- 2004—2013 — «Новокузнецк»
- с 2014 — «Металлург»

## История
В 1967 году заведующий кафедрой физвоспитания СМИ Борис Николаевич Корнев организовал из студентов второго курса первую в Новокузнецке команду по регби, которая регулярно участвовала в студенческих соревнованиях в 1970-х годах.
В 1981 году «СМИ Буревестник» выступал в первой лиге Чемпионата СССР, а в 1983 году команда дебютировала в высшей лиге Чемпионата СССР.
В разные годы тренерами команды были:
- Александр Дробышев (выпускник металлургического факультета)
- Сергей Большаков (выпускник экономического факультета)
- Станислав Сахрай (выпускник строительного факультета)
- Николай Турков (преподаватель кафедры физвоспитания)
- Владимир Нефедов (преподаватель кафедры физвоспитания)
- Валерий Забелов (преподаватель кафедры физвоспитания)[2]

В первом розыгрыше чемпионата России, состоявшемся в 1992 году, команда завоевала бронзовые медали.
В 2000-е годы команда регулярно принимала участие в Суперлиге. За команду выступали воспитанники красноярской регбийной школы и иностранные игроки, в основном из Грузии. Руководство клуба обращалось в Союз регбистов России с просьбой увеличить лимит иностранных игроков, что позволило бы команде выступать в высшем дивизионе чемпионата.
В 2008 году клуб выступал под названием «Новокузнецк» на предварительном этапе чемпионата России в зоне «Восток» и, заняв второе место, получил право на участие в полуфинале Кубка России. В шестёрке сильнейших команда сумела по одному разу обыграть фаворитов первенства из Красноярска и Монино, но выйти в плей-офф чемпионата России ей не удалось.
В сезоне 2009 года новокузнецкие регбисты одержали единственную победу — над РК «Империя» — и заняли шестое место.
В 2010 году клуб также занял 6-е место, уступив в матче за 5-е место пензенским регбистам.
В 2011 году команда попала в плей-офф, где заняла 4 место.
В 2014 году клуб был переименован в «Металлург».
В 2018 году в структуре клуба появилась женская команда «Металлург». С момента создания её главными тренерами являются Константин Сычугов и Александр Грязев, капитаном — Дарья Нелюбина. Женский «Металлург» выступает в чемпионате Федеральной регбийной лиги по регби-7, является серебряным призёром чемпионата ФРЛ 2018 года и победителем чемпионата ФРЛ 2019 года. В том же году команду «Металлург» возглавил известный игрок «Красного Яра» Владимир Негодин.
В 2021 году было объявлено о реконструкции стадиона «Регби» (впервые со времен постройки), временно команда будет играть на футбольном стадионе «Металлург».

## Достижения
- Бронзовый призёр чемпионата России (1992)

## Выступления по годам
- 1980 — 16 место из 22 (Первая лига)
- 1981-82 — ???
- 1983 — 16 место из 16 (переходный турнир)
- 1984 — 14(?) место из 16 (переходный турнир)
- 1985 — матчи за 17-24 места (Первая лига)
- 1986-87 — ???
- 1988 — 16 место из 16 (переходный турнир)
- 1989 — 17 место из 24 (Первая лига)
- 1990 — 14 место из 15
- 1991 — 10 место из 13
- 1992 — 3 место из 9
- 1993 — 5 место из 10
- 1994 — 5 место из 8
- 1995 — 8(?) место из 10
- 1996 — ???
- 1997 — 5 место из 15
- 1998 — 5 место из 16
- 1999 — 6 место из 11
- 2000 — 5 место из 6
- 2001 — 5 место из 7
- 2002 — ???
- 2003 — 6 место из 15
- 2004 — 6 место из 6
- 2005 — 6 место из 6
- 2006 — 6 место из 7
- 2007 — 5 место из 8
- 2008 — 5 место из 6
- 2009 — 6 место из 6
- 2010 — 6 место из 8
- 2011 — 4 место из 8
- 2012 — 8 место из 10
- 2013 — 7 место из 10
- 2014 — 5 место из 8
- 2015 — 4 место из 10
- 2016 — 5 место из 8
- 2017 — 5 место из 12
- 2018 — 6 место из 12
- 2019 — 6 место из 8
- 2020/2021 — 4 место из 10
- 2021/2022 — 7 место из 10
- 2022/2023 — 6 место из 9

## Известные игроки
- Сергей Беленков
- Азамат Битиев
- Егор Зыков
- Иннокентий Зыков
- Виктор Кононов
- Азат Мусин
- Евгений Проненко
- Денис Симпликевич
- Герман Силенко
- Владимир Суслов
- Никита Чурашов
- Валерий Цнобиладзе
- Григорий Цнобиладзе
- Богдан Федотко
- Гор Петросян
- Антон Сычев